# I vent'anni di Luz
I vent'anni di Luz è un romanzo di Elsa Osorio del 1998 (edito da Guanda nel 2000). Racconta la storia di Luz, una ragazza argentina di vent'anni che, quando nasce suo figlio, inizia a sospettare che colei che ha sempre chiamato mamma, non sia in realtà la sua vera madre. Accanto alla sua ricerca personale si affianca anche la crescente consapevolezza di ciò che è accaduto durante la dittatura argentina e del dramma dei desaparecidos. 

## Trama
Il libro inizia con un prologo nel 1998, in cui Luz arriva a Madrid per incontrare colui che si scoprirà presto essere il suo vero padre. Durante l'incontro inizia una conversazione tra padre e figlia in cui la ragazza ricostruisce le circostanze della sua nascita, della morte di sua madre, del suo affidamento alla figlia e al genero del generale Dufau, uno dei torturatori dei prigionieri "sovversivi".